# Municipio de Camp Point
El municipio de Camp Point (en inglés: Camp Point Township) es un municipio ubicado en el condado de Adams en el estado estadounidense de Illinois. En el año 2010 tenía una población de 1632 habitantes y una densidad poblacional de 16,72 personas por km².

## Geografía
El municipio de Camp Point se encuentra ubicado en las coordenadas 40°3′39″N 91°5′53″O / 40.06083, -91.09806. Según la Oficina del Censo de los Estados Unidos, el municipio tiene una superficie total de 97.59 km², de la cual 97,42 km² corresponden a tierra firme y (0,18 %) 0,17 km² es agua.

## Demografía
Según el censo de 2010, había 1632 personas residiendo en el municipio de Camp Point. La densidad de población era de 16,72 hab./km². De los 1632 habitantes, el municipio de Camp Point estaba compuesto por el 98,47 % blancos, el 0,18 % eran afroamericanos, el 0,25 % eran amerindios, el 0,12 % eran asiáticos, el 0,12 % eran de otras razas y el 0,86 % eran de una mezcla de razas. Del total de la población el 0,74 % eran hispanos o latinos de cualquier raza.